# Titi du Prince Bernhard
Callicebus bernhardi, Plecturocebus bernhardi
Espèce
Synonymes
- Plecturocebus bernhardi

Statut de conservation UICN

 LC  : Préoccupation mineure
Statut CITES
Le Titi du Prince Bernhard (Plecturocebus bernhardi) est un singe du Nouveau Monde de la famille des Pitheciidae, endémique du Brésil. Il a été nommé ainsi en hommage au Prince Bernhard des Pays-Bas, naturaliste renommé qui a créé l'Ordre de l'Arche d'or pour honorer les défenseurs de l'environnement dans le monde entier.
Décrit pour la première fois en 2002 sous le nom de Callicebus bernhardi, ce primate été placé dans le groupe d'espèces (ou clade) de Callicebus moloch. Une révision taxinomique des callicèbes publiée en 2016 a proposé de reclasser ce groupe dans un nouveau genre : Plecturocebus.